# (3775) Ellenbeth
(3775) Ellenbeth est un astéroïde de la ceinture principale.

## Description
(3775) Ellenbeth est un astéroïde de la ceinture principale. Il fut découvert le 6 octobre 1931 à Flagstaff par Clyde William Tombaugh. Il présente une orbite caractérisée par un demi-grand axe de 2,79 UA, une excentricité de 0,23 et une inclinaison de 8,3° par rapport à l'écliptique.

## Compléments